# Luis Severino
Luis Severino (Sabana de la Mar, 20 febbraio 1994) è un giocatore di baseball dominicano che gioca nel ruolo di lanciatore per i New York Mets della Major League Baseball (MLB).

## Carriera

### Minor League (MiLB)
Severino firmò con i New York Yankees come free agent internazionale il 26 dicembre 2011, con un bonus alla firma 225.000 dollari. Iniziò a giocare nel 2012 nella Dominican Summer League della classe Rookie. Nel 2013 iniziò la stagione sempre nella classe Rookie, questa volta negli Stati Uniti, rimanendo nella categoria fino alla promozione nella classe A, avvenuta il 29 luglio.
Il 20 giugno 2014, venne promosso nella classe A-avanzata, mentre il 19 luglio venne promosso nella Doppia-A. Iniziò la stagione 2015 nella Doppia-A e il 31 maggio venne promosso nella Tripla-A.

### Major League (MLB)
Debuttò nella MLB il 5 agosto 2015, allo Yankee Stadium di New York City contro i Boston Red Sox, diventando il primo lanciatore nella storia dell'AL a eliminare per strikeout 7 battitori, non concedendo basi su ball e subendo non più di 2 valide nel debutto professionistico. Concluse la stagione con 11 partite disputate nella MLB e 19 nella minor league, di cui 8 nella Doppia-A e 11 nella Tripla-A.
Nel 2016, la sua prima stagione completa, Severino terminò con un bilancio di 3 vittorie e 8 sconfitte e una media PGL di 5.83.
Il 27 giugno 2017, Severino eliminò per strikeout un nuovo primato personale di 12 battitori contro i Chicago White Sox. Il 2 luglio 2017 fu convocato per il primo All-Star Game della carriera. La sua stagione regolare si chiuse con un record di 14-6, una media PGL di 2.98 e 230 strikeout, terminando terzo nelle votazioni del Cy Young Award dietro a Corey Kluber e Chris Sale. Gli Yankees giunsero fino alla American League Championship Series dove furono eliminati per quattro gare a tre dagli Houston Astros.
Il 15 febbraio 2019, Severino firmò un'estensione con gli Yankees, con un contratto quadriennale dal valore complessivo di 40 milioni di dollari più un'opzione del club per il quinto anno pari a 12.25 milioni.
Il 25 marzo, venne inserito nella lista degli infortunati per un'infiammazione della cuffia dei rotatori della spalla destra. A causa di tale infortunio, saltò gran parte della stagione. Il 1º settembre venne assegnato nella minor league a scopo riabilitativo e il 17 settembre giocò la sua prima partita stagionale nella MLB. Concluse la stagione il 28 settembre, totalizzando tre presenze e 12.0 inning disputati.
Il 27 febbraio 2020, Severino si sottopose alla Tommy John surgery al gomito destro, perdendo di conseguenza l'intera stagione 2020. Il 22 febbraio 2021, Severino venne di nuovo inserito nella lista degli infortunati per 60 giorni per continuare la riabilitazione dalla Tommy John surgery. Il 6 luglio venne assegnato alla minor league a scopo riabilitativo. Tornò in campo nella MLB il 21 settembre, dopo quasi due anni di assenza. Chiuse la stagione con 6.0 inning disputati in 4 partite.
Il 1 ° dicembre 2023, Severino ha firmato un contratto di un anno da 13 milioni di dollari con i New York Mets

## Palmarès
- MLB All-Star: 2

2017, 2018